# DocBook
DocBook ist ein Dokumentenformat, das in einer für SGML und XML vorliegenden Dokumenttypdefinition (DTD) festgelegt ist. Es eignet sich besonders zur Erstellung von Büchern, Artikeln und Dokumentationen im technischen Umfeld (Hardware oder Software). DocBook ist ein offener Standard, der von der Organization for the Advancement of Structured Information Standards (OASIS) gepflegt wird.
Am weitesten verbreitet ist die Verwendung von DocBook bei Open-Source-Projekten. So verwendet das Linux Documentation Project die DTD zum Erstellen der Howtos. KDE und GNOME/GTK+ verwenden es als grundlegendes Format für alle API-Dokumentationen sowie Benutzerhandbücher der Anwendungsprogramme.
Ein Vergleich zwischen DocBook und der für ähnliche Zwecke vorgesehenen Darwin Information Typing Architecture (DITA) findet sich dort im Abschnitt Vorteile und Vergleich gegenüber DocBook.

## Beispiel-Code
```
<book
 
id=
"einfaches_buch"
>

    
<title>
Ein
 
sehr
 
einfaches
 
Buch
</title>

    
<chapter
 
id=
"einfaches_kapitel"
>

        
<title>
Kapitel
</title>

        
<para>
Hallo
 
Welt!
</para>

    
</chapter>

</book>

```

## Versionen
Die aktuelle Version ist DocBook 5.1 vom 22. November 2016.
Vorher war DocBook 5.0 vom 12. August 2008 aktuell. Der Hauptunterschied von 5.0 zu früheren 4.x Versionen war, dass ein Docbook-Element unabhängig von seiner Position im Dokument den gleichen Inhalt hatte.